# Dagje ouder
Dagje ouder was een Nederlands televisieprogramma van de VARA dat van eind jaren 1960 tot begin jaren 1970 eenmaal per vier weken op zaterdagmiddag van 16.00 tot 17.00 op Nederland 1 werd uitgezonden. Het programma werd rechtstreeks uitgezonden vanuit de studio met publiek dat 65 jaar of ouder was. Het magazine werd gepresenteerd door Sonja Barend, Jaap Buijs of Jeanne van Munster. De productie was in handen van Bertie Gaarkeuken en de regie werd gedaan door Rinus Spoor. 
Het programma had als doelgroep 65+, dus anders dan MAX, die als doelgroep 50+ heeft. Doel van het programma was om mensen die een dagje ouder werden informatie over het ouder worden te geven en zo lang mogelijk zelfstandig te laten wonen. Naast gesprekken met gasten werden er ook klachten en problemen van de doelgroep besproken en opgelost. Ook was er een arts-geriater aanwezig die tips over onder meer beweging gaf.
Ook werd het woordspelletje 't kan nog langer met twee kandidaten uit het publiek gespeeld waarbij het de bedoeling was om zo veel mogelijk tienletterige woorden te vormen. Verder was er een fysiotherapeut aanwezig die samen met het publiek gymnastiekoefeningen deed en was er een kok die speciale gerechten voor de ouderen klaarmaakte en hen deze liet proeven.
Ook werd er veel aandacht besteed aan vrije tijd en hoe men met activiteiten tot een zinvolle dagbesteding kwam. In de aflevering van 5 juni 1971 waren de onderwerpen die aan de orde kwamen onder meer een verslag van een jubileum-viswedstrijd, bejaarden op vakantie op Schiermonnikoog en een vliegenplaag op de Afsluitdijk. Ook werd er een cursus biljarten gegeven. Daarnaast waren er ook reportages te zien.
Omdat het programma rechtstreeks werd uitgezonden liep het regelmatig uit, waardoor het kinderuurtje om 17.00 uur geregeld later begon.